# Melovo
Melovo je naselje u gradu Leskovcu, Jablanički upravni okrug, Srbija. Prema popisu iz 2022. godine u Melovu je živjelo 23 stanovnika.